# Tűzhányó (film)
A Tűzhányó (eredeti cím: Volcano) 1997-ben bemutatott amerikai katasztrófafilm Mick Jackson rendezésében, Tommy Lee Jones és Anne Heche főszereplésével. A film zenéjét Alan Silvestri szerezte. 
Az Egyesült Államokban 1997. április 25-én, Magyarországon pedig 1998. január 8-án mutatták be a mozikban.

## Cselekmény
Mike Roark, a Katasztrófavédelem munkatársa éppen szabadságát tölti lányával, Kellyvel, amikor földrengés rázza meg Los Angelest, néhány munkás pedig halálra ég a föld alatt. Mike egyik munkatársával lemegy az alagútba ahol a baleset történt, és pokoli hőséggel találják szembe magukat. Egy geológusnő, dr. Amy Barnes figyelmezteti őket, hogy egy vulkán lehet a város alatt, ám nem hallgatnak rá. Éjszaka hamarosan újabb földrengés jön, a Wilshire Boulevardon található kátránytóból pedig hatalmas füst gomolyog elő és izzó kőzetdarabok záporoznak belőle. Roark lányával a helyszínre megy, éppen időben, hogy szemtanúja legyen, ahogy a tóból óriási oszlopban elkezd lövellni az izzó láva, elárasztva az utcát és elégetve mindent és mindenkit aki az útjába akad.
Többen meghalnak, a tűzoltók tehetetlenek, a magma elönti a környező utcákat és a metróvonalat is. Roark az égési sérülést szenvedett lányát és a több ezer másik sebesültet a Cedar kórházba küldi, ő maga pedig a rendőrök és tűzoltók élére áll a tűzhányóval szembeni védekezésben. Az egyik kereszteződésnél betonból és járművekből patkó alakú gátat építenek, ami megrekeszti a lávát, több tucatnyi helikopter és rengeteg tűzoltó pedig sok száz köbméter vizet zúdít rá egyszerre, így az hajnalra megszilárdul és nem folyik tovább az utcán.
Időközben dr. Barnes azonban rájön, hogy a veszély még korántsem múlt el: a láva másik utat keres magának, és a metróalagúton átfolyva épp annál a kórháznál tör fel, ahová Roark a sebesülteket és a lányát küldte. Roarknak az az ötlete támad, hogy döntsék le a még épülő hatalmas toronyházat, így a lávát beleterelhetik a csatornarendszerbe, amely a Csendes-óceánba vezet. Az épületet rekordgyorsaságú robbantással le is döntik, Mikenak pedig sikerül megmenteni a lányát, akivel egy elkóborolt kisfiút keresve épphogy megmenekülnek a lezúduló toronyháztól. A láva sikeresen eléri az óceánt, ahol a víz megszilárdítja, és végül az eső is elered, így a város megmenekül a további pusztulástól, ám így is több százan meghaltak, az anyagi kár pedig több milliárd dollár.

## Szereplők
| Színész            | Szerep                        | Magyar hangja         |
| ------------------ | ----------------------------- | --------------------- |
| Tommy Lee Jones    | Mike Roark                    | Vass Gábor            |
| Anne Heche         | Dr. Amy Barnes                | Rudolf Teréz          |
| Gaby Hoffmann      | Kelly Roark                   | Haffner Anikó         |
| Don Cheadle        | Emmit Reese                   | Kálid Artúr           |
| Jacqueline Kim     | Dr. Jaye Calder               | Tóth Ildikó           |
| Keith David        | Ed Fox rendőrhadnagy          | Varga Tamás           |
| John Corbett       | Norman Calder                 | Bede-Fazekas Szabolcs |
| Michael Rispoli    | Gator Harris                  | Juhász György         |
| John Carroll Lynch | Stan Olber                    | Kőszegi Ákos          |
| Marcello Thedford  | Kevin                         | ?                     |
| Laurie Lathem      | Rachel                        | Kiss Virág            |
| Bert Kramer        | Tűzoltóparancsnok             | ?                     |
| Dayton Callie      | Roger Lapher                  | Bácskai János         |
| Valente Rodriguez  | Metróvezető                   | Pálfai Péter          |
| Darnell Suttles    | Sindelar rendőrfőnök hangja   | Imre István           |
| Richard Schiff     | Haskins                       | Vizy György           |
| Brian Markison     | Katasztrófavédelem munkatársa | Holl Nándor           |
| Robert Wisdom      | Katasztrófavédelem munkatársa | Csík Csaba Krisztián  |